# Lithostege pallescens
Lithostege pallescens là một loài bướm đêm trong họ Geometridae.